# قوة فاعلة
القوة الفاعلة هي القوة هي التي تبعث العضلات للتحريك الانقباضي وترخيها أخرى للتحريك الانبساطي، على حسب ما تقتضيه القوة الباعثة.